# Robert Więckiewicz
Robert Więckiewicz (30 de junio de 1967) es un actor de cine y televisión polaco de Nowa Ruda, Polonia. En 2013, recibió el premio al Mejor Actor en el Festival Internacional de Cine de Chicago por su papel en la película Walesa. El hombre de la esperanza.

## Filmografía seleccionada
| Año  | Título                            | Papel                       | Notas                      |
| ---- | --------------------------------- | --------------------------- | -------------------------- |
| 2023 | Disco Boy                         | Gavril                      |                            |
| 2022 | Filip                             | Staszek                     |                            |
| 2021 | The Getaway King                  | Barski                      |                            |
| 2021 | Varsovia 83. Un asunto de Estado  |                             |                            |
| 2021 | The Wedding                       | Rysiek Wilk                 |                            |
| 2019 | The Coldest Game                  | Alfred, el director de PKiN |                            |
| 2018 | Kler                              | Tadeusz Trybus              |                            |
| 2016 | Polish Legends: Twardowsky 2.0.   | Pan Twardowski              | Protagonista, cortometraje |
| 2015 | Polish Legends: Twardowsky        |                             | Protagonista, cortometraje |
| 2015 | Ziarno Prawdy                     | Teodor Szacki               |                            |
| 2014 | The Mighty Angel                  | Jerzy                       |                            |
| 2013 | Walesa. El hombre de la esperanza | Lech Wałęsa                 |                            |
| 2013 | Ambassada                         | Adolf Hitler                |                            |
| 2011 | In Darkness                       | Leopold Socha               |                            |
| 2011 | Courage                           | Alfred                      |                            |
| 2010 | Little Rose                       | Roman Rożek                 |                            |
| 2010 | Kołysanka                         |                             |                            |
| 2009 | Dom zly                           | Fiscal Tomala               |                            |
| 2007 | All Will Be Well                  | Maestro Andrzej             |                            |
| 2004 | Vinci                             | Robert Cumiński "Cuma"      |                            |